# Kieler Sportvereinigung Holstein von 1900 1978-1979
Questa voce raccoglie le informazioni riguardanti il Kieler Sportvereinigung Holstein von 1900 nelle competizioni ufficiali della stagione 1978-1979.

## Stagione
Nella stagione 1978-1979 l'Holstein Kiel, allenato da Kuno Böge, concluse il campionato di 2. Bundesliga al 14º posto. In Coppa di Germania l'Holstein Kiel fu eliminato agli ottavi di finale dal Norimberga.

## Rosa
| N. |                     | Ruolo | Calciatore         |
| -- | ------------------- | ----- | ------------------ |
|    | Germania (bandiera) | P     | Martin Burmeister  |
|    | Germania (bandiera) | P     | Manfred Ludwig     |
|    | Germania (bandiera) | D     | Jochen Aido        |
|    | Germania (bandiera) | D     | Gerd Andresen      |
|    | Germania (bandiera) | D     | Thorsten Landsberg |
|    | Germania (bandiera) | D     | Burkhard Lüben     |
|    | Germania (bandiera) | D     | Thorsten Neumann   |
|    | Germania (bandiera) | D     | Immo Stelzer       |
|    | Germania (bandiera) | C     | Bernd Jordt        |
|    | Germania (bandiera) | C     | Jürgen Kuzniacki   |
|    | Germania (bandiera) | C     | Horst Mißfeld      |

| N. |                     | Ruolo | Calciatore         |
| -- | ------------------- | ----- | ------------------ |
|    | Germania (bandiera) | C     | Axel Möller        |
|    | Germania (bandiera) | C     | Dietmar Tönsfeldt  |
|    | Germania (bandiera) | C     | Dieter Wendlandt   |
|    | Germania (bandiera) | A     | René Back          |
|    | Germania (bandiera) | A     | Stefan Dietrich    |
|    | Germania (bandiera) | A     | Holger Haltenhof   |
|    | Germania (bandiera) | A     | Wulf-Dieter Hansen |
|    | Germania (bandiera) | A     | Manfred Jochimiak  |
|    | Germania (bandiera) | A     | Volker Tönsfeldt   |
|    | Germania (bandiera) | A     | Harry Witt         |

## Organigramma societario
Area tecnica
- Allenatore: Kuno Böge, Gerd Koll
- Allenatore in seconda:
- Preparatore dei portieri:
- Preparatori atletici:

## Calciomercato

### Sessione estiva
| Acquisti | Acquisti      | Acquisti      | Acquisti |
| R.       | Nome          | da            | Modalità |
| -------- | ------------- | ------------- | -------- |
| C        | Horst Mißfeld | Admira/Wacker |          |

| Cessioni | Cessioni | Cessioni | Cessioni |
| R.       | Nome     | a        | Modalità |
| -------- | -------- | -------- | -------- |

### Sessione invernale
| Acquisti | Acquisti | Acquisti | Acquisti |
| R.       | Nome     | da       | Modalità |
| -------- | -------- | -------- | -------- |

| Cessioni | Cessioni | Cessioni | Cessioni |
| R.       | Nome     | a        | Modalità |
| -------- | -------- | -------- | -------- |

## Risultati

### 2. Bundesliga

#### Girone di andata
| Arbitro: | Meijerink |

|                           |           |  |
| Diekämper 66’ Kudella 74’ | Marcatori |  |

| Arbitro: | Ohmsen |

|                             |           |                   |
| Tönsfeldt 47’ Haltenhof 62’ | Marcatori | 53’ (rig.) Laufer |

| Arbitro: | Weber |

|                                                     |           |  |
| Stegmayer 13’, 67’ Albert 22’ Mödrath 24’ Degen 56’ | Marcatori |  |

| Arbitro: | Gabor |

|               |           |                         |
| Haltenhof 49’ | Marcatori | 60’ Ziegler 85’ Brücken |

| Arbitro: | Eggers |

|               |           |  |
| Rogoznica 55’ | Marcatori |  |

| Kiel 3 settembre 1978 6ª giornata | Holstein Kiel | 0 – 0 referto | TeBe Berlino | Holstein-Stadion (7 500 spett.)\| Arbitro: \| Malbranc \| |
| Arbitro:                          | Malbranc      |               |              |                                                           |

| Arbitro: | Horeis |

|                                |           |                             |
| Wendlandt 10’, 35’ (rig.), 86’ | Marcatori | 20’ Gerth 88’ (rig.) Schock |

| Arbitro: | Möller |

|                                                  |           |  |
| Budde 12’, 62’ Jakobs 58’ Berghaus 63’ Fagot 83’ | Marcatori |  |

| Arbitro: | Topolewski |

|                      |           |                  |
| Witt 84’ Stelzer 88’ | Marcatori | 67’ Steffenhagen |

| Arbitro: | Uhlig |

|                           |           |  |
| Hermes 10’ Koberstein 45’ | Marcatori |  |

| Arbitro: | Zittrich |

|                         |           |           |
| Haltenhof 55’, 67’, 76’ | Marcatori | 51’ Lücke |

| Arbitro: | Kespohl |

|             |           |              |
| Seegler 12’ | Marcatori | 8’ Jochimiak |

| Arbitro: | Retzmann |

|                        |           |                              |
| Witt 68’ Haltenhof 90’ | Marcatori | 22’ Bönighausen 88’ Kaminsky |

| Arbitro: | Wuttke |

|               |           |                        |
| Lopatenko 77’ | Marcatori | 4’, 45’, 89’ Tönsfeldt |

| Arbitro: | Zittrich |

|                               |           |           |
| Witt 34’ (rig.) Haltenhof 81’ | Marcatori | 55’ Kulik |

| Arbitro: | Kasperowski |

|                       |           |  |
| Jürgens 74’ Mense 82’ | Marcatori |  |

| Arbitro: | Waltert |

|                           |           |              |
| Haltenhof 48’ Stelzer 60’ | Marcatori | 27’ Bertrams |

| Arbitro: | Broska |

|                                               |           |  |
| Mattsson 19’ Landsberg 30’ (aut.) Raschid 76’ | Marcatori |  |

| Arbitro: | Filipiak |

|                                 |           |  |
| Wendlandt 9’ Jochimiak 82’, 84’ | Marcatori |  |

#### Girone di ritorno
| Arbitro: | Gabriel |

|                  |           |  |
| Drews 90’ (aut.) | Marcatori |  |

| Arbitro: | Wippker |

|                            |           |  |
| Beverungen 4’ Sinnigen 83’ | Marcatori |  |

| Kiel 12 aprile 1979 22ª giornata | Holstein Kiel | 0 – 0 referto | Fortuna Colonia | Holstein-Stadion (8 000 spett.)\| Arbitro: \| Osmers \| |
| Arbitro:                         | Osmers        |               |                 |                                                         |

| Arbitro: | Reichmann |

|                        |           |               |
| Herzog 58’ Hörster 65’ | Marcatori | 81’ Wendlandt |

| Arbitro: | Horeis |

|                         |           |  |
| Jordt 38’ Wendlandt 89’ | Marcatori |  |

| Arbitro: | Fiene |

|                                                                                                |           |  |
| Marczewski 5’ Stolzenburg 10’, 23’, 65’ Schmitz 25’ Schilling 39’, 72’ Arbinger 49’ Hansen 75’ | Marcatori |  |

| Osnabrück 11 marzo 1979 26ª giornata | Osnabrück | 0 – 0 referto | Holstein Kiel | Stadion an der Bremer Brücke (3 000 spett.)\| Arbitro: \| Milkert \| |
| Arbitro:                             | Milkert   |               |               |                                                                      |

| Kiel 24 maggio 1979 27ª giornata | Holstein Kiel | 0 – 0 referto | Wuppertal | Holstein-Stadion (5 000 spett.)\| Arbitro: \| Kopka \| |
| Arbitro:                         | Kopka         |               |           |                                                        |

| Arbitro: | Risse |

|                                          |           |  |
| Gerwalt 21’, 84’ Neumann 56’ Feilzer 62’ | Marcatori |  |

| Arbitro: | Eschenbach |

|                          |           |  |
| Möller 84’ Jochimiak 90’ | Marcatori |  |

| Arbitro: | Horstmann |

|                |           |               |
| Regenbogen 87’ | Marcatori | 84’ Jochimiak |

| Arbitro: | Mölm |

|  |           |           |
|  | Marcatori | 67’ Heise |

| Arbitro: | Schön |

|                     |           |  |
| Mill 59’ Bartel 82’ | Marcatori |  |

| Arbitro: | Roth |

|                                                  |           |  |
| Witt 7’, 37’ (rig.), 83’ Wendlandt 10’ Jordt 87’ | Marcatori |  |

| Arbitro: | Malbranc |

|                                |           |                         |
| Schatzschneider 2’, 30’ (rig.) | Marcatori | 35’ Jordt 67’ Tönsfeldt |

| Arbitro: | Mölm |

|          |           |  |
| Witt 33’ | Marcatori |  |

| Arbitro: | Kespohl |

|                                                |           |  |
| Clute-Simon 12’ Rausch 57’ Kehr 65’ Stradt 79’ | Marcatori |  |

| Arbitro: | Zittrich |

|               |           |            |
| Wendlandt 37’ | Marcatori | 50’ Funkel |

| Arbitro: | Wichmann |

|              |           |  |
| Schwarze 27’ | Marcatori |  |

### Coppa di Germania
| Arbitro: | Glasneck |

|                                                              |           |  |
| Witt 17’, 62’ (rig.), 65’ (rig.) Wendlandt 78’ Haltenhof 85’ | Marcatori |  |

| Arbitro: | Richter |

|  |           |                                             |
|  | Marcatori | 65’ Jochimiak 69’ Tönsfeldt 71’ (rig.) Witt |

| Arbitro: | Meijerink |

|                                                  |           |                   |
| Wendlandt 14’, 73’ Jochimiak 57’, 70’ Möller 89’ | Marcatori | 23’ Bold 53’ Groß |

| Arbitro: | Nickel |

|                                                                    |           |          |
| Täuber 0’, 80’ Szymanek 45’, 46’, 67’ Weyerich 77’ Heidenreich 88’ | Marcatori | 41’ Aido |

## Statistiche

### Statistiche di squadra
| Competizione      | Punti | In casa | In casa | In casa | In casa | In casa | In casa | In trasferta | In trasferta | In trasferta | In trasferta | In trasferta | In trasferta | Totale | Totale | Totale | Totale | Totale | Totale | DR  |
| Competizione      | Punti | G       | V       | N       | P       | Gf      | Gs      | G            | V            | N            | P            | Gf           | Gs           | G      | V      | N      | P      | Gf     | Gs     | DR  |
| ----------------- | ----- | ------- | ------- | ------- | ------- | ------- | ------- | ------------ | ------------ | ------------ | ------------ | ------------ | ------------ | ------ | ------ | ------ | ------ | ------ | ------ | --- |
| 2. Bundesliga     | 35    | 19      | 12      | 5       | 2       | 32      | 13      | 19           | 1            | 4            | 14           | 8            | 49           | 38     | 13     | 9      | 16     | 40     | 62     | -22 |
| Coppa di Germania | -     | 2       | 2       | 0       | 0       | 10      | 2       | 2            | 1            | 0            | 1            | 4            | 7            | 4      | 3      | 0      | 1      | 14     | 9      | +5  |
| Totale            | 35    | 21      | 14      | 5       | 2       | 42      | 15      | 21           | 2            | 4            | 15           | 12           | 56           | 42     | 16     | 9      | 17     | 54     | 71     | -17 |

### Andamento in campionato
| Giornata  | 1  | 2  | 3  | 4  | 5  | 6  | 7  | 8  | 9  | 10 | 11 | 12 | 13 | 14 | 15 | 16 | 17 | 18 | 19 | 20 | 21 | 22 | 23 | 24 | 25 | 26 | 27 | 28 | 29 | 30 | 31 | 32 | 33 | 34 | 35 | 36 | 37 | 38 |
| --------- | -- | -- | -- | -- | -- | -- | -- | -- | -- | -- | -- | -- | -- | -- | -- | -- | -- | -- | -- | -- | -- | -- | -- | -- | -- | -- | -- | -- | -- | -- | -- | -- | -- | -- | -- | -- | -- | -- |
| Luogo     | T  | C  | T  | C  | T  | C  | C  | T  | C  | T  | C  | T  | C  | T  | C  | T  | C  | T  | C  | C  | T  | C  | T  | C  | T  | T  | C  | T  | C  | T  | C  | T  | C  | T  | C  | T  | C  | T  |
| Risultato | P  | V  | P  | P  | P  | N  | V  | P  | V  | P  | V  | N  | N  | V  | V  | P  | V  | P  | V  | V  | P  | N  | P  | V  | P  | N  | N  | P  | V  | N  | P  | P  | V  | N  | V  | P  | N  | P  |
| Posizione | 18 | 13 | 17 | 19 | 20 | 19 | 17 | 18 | 17 | 17 | 17 | 17 | 17 | 14 | 9  | 12 | 8  | 12 | 8  | 7  | 9  | 9  | 9  | 9  | 9  | 10 | 9  | 12 | 10 | 9  | 11 | 14 | 12 | 13 | 11 | 11 | 13 | 14 |

Legenda:

Luogo: C = Casa; T = Trasferta. Risultato: V = Vittoria; N = Pareggio; P = Sconfitta.

### Statistiche dei giocatori
| Giocatore     | 2. Bundesliga | 2. Bundesliga | 2. Bundesliga | 2. Bundesliga | Coppa di Germania | Coppa di Germania | Coppa di Germania | Coppa di Germania | Totale   | Totale | Totale      | Totale     |
| Giocatore     | Presenze      | Reti          | Ammonizioni   | Espulsioni    | Presenze          | Reti              | Ammonizioni       | Espulsioni        | Presenze | Reti   | Ammonizioni | Espulsioni |
| ------------- | ------------- | ------------- | ------------- | ------------- | ----------------- | ----------------- | ----------------- | ----------------- | -------- | ------ | ----------- | ---------- |
| J. Aido       | 36            | 0             | 4             | 0             | 3                 | 1                 | 0                 | 0                 | 39       | 1      | 4           | 0          |
| G. Andresen   | 35            | 0             | 0             | 0             | 4                 | 0                 | 0                 | 0                 | 39       | 0      | 0           | 0          |
| R. Back       | 2             | 0             | 0             | 0             | 2                 | 0                 | 0                 | 0                 | 4        | 0      | 0           | 0          |
| M. Burmeister | 38            | 0             | 1             | 0             | 4                 | 0                 | 0                 | 0                 | 42       | 0      | 1           | 0          |
| S. Dietrich   | 0             | 0             | 0             | 0             | 0                 | 0                 | 0                 | 0                 | 0        | 0      | 0           | 0          |
| H. Haltenhof  | 31            | 8             | 8             | 0             | 3                 | 1                 | 1                 | 0                 | 34       | 9      | 9           | 0          |
| W. Hansen     | 15            | 0             | 1             | 0             | 1                 | 0                 | 0                 | 0                 | 16       | 0      | 1           | 0          |
| M. Jochimiak  | 30            | 5             | 4             | 0             | 3                 | 3                 | 0                 | 0                 | 33       | 8      | 4           | 0          |
| B. Jordt      | 38            | 3             | 0             | 0             | 4                 | 0                 | 0                 | 0                 | 42       | 3      | 0           | 0          |
| J. Kuzniacki  | 5             | 0             | 0             | 0             | 0                 | 0                 | 0                 | 0                 | 5        | 0      | 0           | 0          |
| T. Landsberg  | 25            | 0             | 2             | 0             | 3                 | 0                 | 0                 | 0                 | 28       | 0      | 2           | 0          |
| M. Ludwig     | 2             | 0             | 0             | 0             | 0                 | 0                 | 0                 | 0                 | 2        | 0      | 0           | 0          |
| B. Lüben      | 4             | 0             | 1             | 0             | 0                 | 0                 | 0                 | 0                 | 4        | 0      | 1           | 0          |
| H. Mißfeld    | 0             | 0             | 0             | 0             | 0                 | 0                 | 0                 | 0                 | 0        | 0      | 0           | 0          |
| A. Möller     | 20            | 1             | 2             | 1             | 3                 | 1                 | 0                 | 0                 | 23       | 2      | 2           | 1          |
| T. Neumann    | 16            | 0             | 0             | 0             | 1                 | 0                 | 0                 | 0                 | 17       | 0      | 0           | 0          |
| I. Stelzer    | 34            | 2             | 2             | 0             | 3                 | 0                 | 0                 | 0                 | 37       | 2      | 2           | 0          |
| D. Tönsfeldt  | 38            | 0             | 0             | 0             | 4                 | 0                 | 0                 | 0                 | 42       | 0      | 0           | 0          |
| V. Tönsfeldt  | 36            | 5             | 1             | 0             | 3                 | 1                 | 0                 | 0                 | 39       | 6      | 1           | 0          |
| D. Wendlandt  | 37            | 8             | 5             | 0             | 4                 | 3                 | 1                 | 0                 | 41       | 11     | 6           | 0          |
| H. Witt       | 30            | 7             | 3             | 0             | 4                 | 4                 | 0                 | 0                 | 34       | 11     | 3           | 0          |